# Via Traiana Nova (Italia)
La via Traiana Nova fu una breve ma strategica strada romana, lunga almeno 17 miglia, che collegava Volsinii Novi, l'odierna Bolsena, ai confini dell Municipium di Clusium (Chiusi), per poi probabilmente proseguire alcune miglia (con una nuova numerazione miliare) sino a intercettare la Via Cassia vetus nel fondovalle in cui scorreva il Clanis (fiume), nel lato occidentale di tale antico fiume, in quota superiore a quella dell’Alveo.
La Traiana Nova fu fatta costruire dall'imperatore Traiano per alleggerire il traffico sulla via Cassia, che in quel tratto era già particolarmente deteriorata, accorciandone il percorso e bypassando la rupe di Orvieto; la sua realizzazione fu affidata a Platorio Nepote.
La Traiana Nova, nascendo da Bolsena (Statio sulla Cassia vetus che, da lì, si proiettava a Urbs vetus), si dirigeva verso nord attraversando i territori di Castel Giorgio, Castel Viscardo, Monterubiaglio, Allerona Scalo e Fabro per poi raccordarsi alla Via Cassia nel fondovalle del Clanis (fiume), poco dopo la località Colonnetta (vicino all’odierno casello A1 di Fabro). La Cassia vetus, invece, dopo aver lasciato Orvieto alle spalle, transitava lungo il tracciato dell’odierna autostrada del Sole, quasi tutta nel fondovalle, essendo gestita dai curatores acquarum.
Il tracciato della Traiana Nova è noto grazie ai rinvenimenti di tratti di basolato nel territorio di Bolsena e nella piana di Castel Giorgio, nonché da tre cippi miliari rinvenuti tra Allerona Scalo e Fabro.
Dal territorio alleronese provengono i cippi di monte Regole, rinvenuti nel 1912 e nel 1961, che hanno la numerazione XIII, e da Polvento, località non distante da Fabro, proviene il cippo numero XVII. L'iscrizione comune ai tre cippi recita
"IMP.CAES./DIVI NERVAE F./ NERVA TRAIANUS/ AUG. GERM. DACIC./ PONT.MAX. TRIB. P. XII/ IMP. VI CO.S. V P P/ VIAM NOVAM TRAIAN. A VOLSINI AD FINES/ CLUSINORUM FECIT/ XVII"
La Traiana Nova, infatti, conduceva ai fines Clusinorum (cioè ai confini dell’ampio municipio di Clusium, a ridosso di Fabro, per poi probabilmente assumere una nuova numerazione miliare fino alla confluenza nella Cassia vetus, nel fondovalle del fiume Clanis, la quale faceva tappa nella Statio di Clusium come si vede nella Tabula Peutingeriana.